# Seeing Double at the Triple Rock
 (janvier 2024).
Si vous disposez d'ouvrages ou d'articles de référence ou si vous connaissez des sites web de qualité traitant du thème abordé ici, merci de compléter l'article en donnant les références utiles à sa vérifiabilité et en les liant à la section « Notes et références ».
Seeing Double at the Triple Rock est une chanson de NOFX figurant sur l'album Wolves in Wolves' Clothing et sur le EP Never Trust a Hippie. Son titre fait référence au bar le Triple Rock Social Club, dans l'État du Minnesota.
Un clip de cette chanson a été réalisé dans le bar Triple Rock Social Club. La vidéo est disponible sur YouTube, mais ne sera pas diffusée sur MTV du fait d'un conflit entre Fat Mike et le directeur de la chaîne.